# فردا این‌گونه پیش می‌رود
فردا این‌گونه پیش می‌رود (به انگلیسی: This Is How Tomorrow Moves) سومین آلبوم استودیویی از خواننده-ترانه‌پرداز فیلیپینی-انگلیسی بیبادوبی می‌باشد که در ۹ اوت سال ۲۰۲۴ از سوی درتی هیت منتشر گردید. این آلبوم در رتبهٔ اول جدول آلبوم‌های بریتانیا قرار گرفت و نخستین آلبومی بود که این موفقیت را برای او به ارمغان آورد.